# Ралі Акрополіс

Офіційний логотип Раллі Акрополя

Ралі Греції, яке також називають Ралі Акрополіс, — одне з найскладніших, найстарших і найпрестижніших змагань з ралі у світі. Офіційна назва BP Ultimate Acropolis Rally of Greece. З 1973 року щорічно є етапом чемпіонату світу з ралі.
Особливостями ралі Греції є спека (ралі відбувається зазвичай в червні місяці), вузькі гірські дороги з великою кількістю поворотів, покриття доріг на трасі гравійне з великою кількістю уламків скель та крупного каміння. Ці умови роблять ралі Греції важким випробуванням як для пілотів, так і для автомобілів. Температура в кабіні під час змагань сягає 50 °C, через спеку є утруднення з охолодженням двигунів, кам'янисте дорожне покриття призводить до швидкого зносу шин і виходу з ладу системи підвіски. Все це вимагає від пілотів неабиякої фізичної витривалості та вміння планувати ресурси.
30 вересня 2013 року ФІА повідомила, що Ралі Акрополіс вилучено із програми Чемпіонату світу з ралі принаймні на 2014 рік через сумніви, що через економічну кризу Греції вдасться провести етап на вищому рівні. Натомість змагання відбудуться у Польщі

## Переможці ралі Греції
Перше ралі Греції відбулося 1951 року. З 1952 року має статус міжнародного, з 1973 року — етап чемпіонату світу з ралі.

### Переможці етапів чемпіонату світу (з 1973 року)
| Рік  | Переможець                    | Автомобіль                    |
| ---- | ----------------------------- | ----------------------------- |
| 1973 | Jean-Luc Thérier              | Renault Alpine                |
| 1974 | Скасовано через нафтову кризу | Скасовано через нафтову кризу |
| 1975 | Вальтер Рьорль                | Opel                          |
| 1976 | Harry Källström               | Datsun                        |
| 1977 | Бьорн Вальдегард              | Ford                          |
| 1978 | Вальтер Рьорль                | Fiat                          |
| 1979 | Бьорн Вальдегард              | Ford                          |
| 1980 | Арі Ватанен                   | Ford                          |
| 1981 | Арі Ватанен                   | Ford                          |
| 1982 | Мішель Мутон                  | Audi                          |
| 1983 | Вальтер Рьорль                | Lancia                        |
| 1984 | Стіґ Бломквіст                | Audi                          |

| Рік  | Переможець   | Автомобіль |
| ---- | ------------ | ---------- |
| 1985 | Тімо Салонен | Peugeot    |
| 1986 | Юха Канкунен | Peugeot    |
| 1987 | Маркку Ален  | Lancia     |
| 1988 | Miki Biasion | Lancia     |
| 1989 | Miki Biasion | Lancia     |
| 1990 | Карлос Сайнс | Toyota     |
| 1991 | Юха Канкунен | Lancia     |
| 1992 | Дідьє Оріоль | Lancia     |
| 1993 | Miki Biasion | Ford       |
| 1994 | Карлос Сайнс | Subaru     |
| 1996 | Колін МакРей | Subaru     |
| 1997 | Карлос Сайнс | Ford       |

| Рік  | Переможець        | Автомобіль     |
| ---- | ----------------- | -------------- |
| 1998 | Колін МакРей      | Subaru         |
| 1999 | Річард Бернс      | Subaru         |
| 2000 | Колін МакРей      | Ford           |
| 2001 | Колін МакРей      | Ford           |
| 2002 | Колін МакРей      | Ford           |
| 2003 | Маркко Мартін     | Ford           |
| 2004 | Петер Сольберґ    | Subaru         |
| 2005 | Себастьян Льоб    | Citroën        |
| 2006 | Маркус Ґрьонхольм | Ford           |
| 2007 | Маркус Ґрьонхольм | Ford           |
| 2008 | Себастьян Льоб    | Citroën        |
| 2009 | Мікко Хірвонен    | Ford           |
| 2010 | —                 | —              |
| 2011 | буде визначено    | буде визначено |
| 2023 | Калле Рованпера   | Toyota         |

## Українці в ралі Греції
З огляду на невелику відстань між Україною та Грецією українські автогонщики досить часто беруть участь у ралі Акрополіс. Найвищим досягненням українських ралістів у цьому ралі є 10-те місце в абсолютному заліку Сергія Вуковича у 1979 році, що дало йому змогу першим серед українських спортсменів вибороти очки у заліку до чемпіонату світу з ралі.